# Millis Sarri
Millis Sarri, (fd Fröderberg) född 11 juni 1973, i Falun, är en svensk illustratör. Hon är främst känd för sina illustrationer till Camilla Läckbergs barnböcker om Super-Charlie. Millis är gift med Mathias Sarri, född 21 maj 1969.